# Lepidium latifolium
Passerage à feuilles larges, Grande Passerage
Espèce
Synonymes
- Cardaria latifolia
- Crucifera latifolia
- Lepia latifolia
- Lepidium affine
- Lepidium dioscoridis
- Lepidium latifolium
- Lepidium sibiricum
- Nasturtiastrum latifolium
- Nasturtium latifolium

Statut de conservation UICN

 LC  : Préoccupation mineure
Lepidium latifolium est une espèce de plantes vivaces de la famille des Brassicaceae, dénommée en 1753 par Carl von Linné.

## Noms vernaculaires
En français, elle est nommée Grande Passerage ou Passerage à feuilles larges. Elle possède de multiples noms communs dans les pays anglosaxons : Dittander, Broadleaved pepperweed ou Perennial pepperweed. En danois, on la nomme Almindelig bjerg-fyr ou Fransk bjerg-fyr, en suédois Fransk bergtall, Ormskinnstall, Strandtall ou Vanlig bergtall. En Allemagne, la grande passerage est nommée Breitblatt-Kresse. En Espagnol elle est connue sous le nom de rompepiedras (entre autres).

## Description
L. latifolium est une plante herbacée au port droit ; elle pousse en formant une longue tige orthotrope allant de 30 cm à un mètre voire deux mètres de hauteur. De couleur glauque, la tige forme aussi des rameaux multiples. Ses feuilles sont alternes, ovales et oblongues ; à la base de la tige, elles sont serretées et pétiolées, plus haut sur la tige elles sont plus étroites, entières et sessiles. L. latifolium forme des réseaux extensifs de racines épaisses et blanches, parvenant jusqu'à 3 m de profondeur et constituant 40 % de la biomasse totale de la plante.
Les fleurs, petites et blanches, forment des panicules terminales foliacées. Elles sont portées par des pédoncules fins. Composées de quatre pétales cruciformes et arrondis, ces fleurs laissent place après la floraison à des silicules d'1,6 mm, ovales, obtuses et divisées en deux parties contenant chacune une graine rougeâtre.

## Écologie
Elle croît dans des lieux humides de préférence, sur les bords de rivières, parfois pierreux. Sa présence est attestée dans les Alpes au début du XIXe siècle, mais les données actuelles en France ne permettent pas de confirmer sa présence dans ces montagnes de nos jours.

## Répartition
Native d'Europe et d'Asie occidentale. En France, L. latifolium est répartie sur la majeure partie du nord du territoire. Elle a été introduite en Amérique du Nord, au Mexique et en Australie.
Elle est considérée comme envahissante dans une partie des régions qu'elle habite.

### Espèce envahissante
Il se pourrait qu'elle ait été introduite aux États-Unis par bateau dans des chargements de graines de betterave sucrière vers le début du XXe siècle.
Elle est considérée comme une plante envahissante dans les zones humides ainsi que les zones ripariennes à partir desquelles elle peut s'étendre à d'autres écosystèmes, de la même manière que Artemisia tridentata dans l'Oregon. Cette plante est considérée comme une menace pour les marais maritimes du sud du New Hampshire aux États-Unis. En 2008, le Department of Environmental Services et le United States Fish and Wildlife Service ont entamé des recherches visant à déceler l'espèce au niveau de l'estuaire de Hampton—Seabrook où L. latifolium pourrait s'être répandu, recrutant des volontaires pour aider à arracher la plante.
L. latifolium est par conséquent considérée comme organisme nuisible en plusieurs sites protégés des États-Unis, comme le Monte Vista National Wildlife Refuge (en) et l'Alamosa National Wildlife Refuge (en) au Colorado ou le refuge faunique national de Malheur dans l'Oregon.

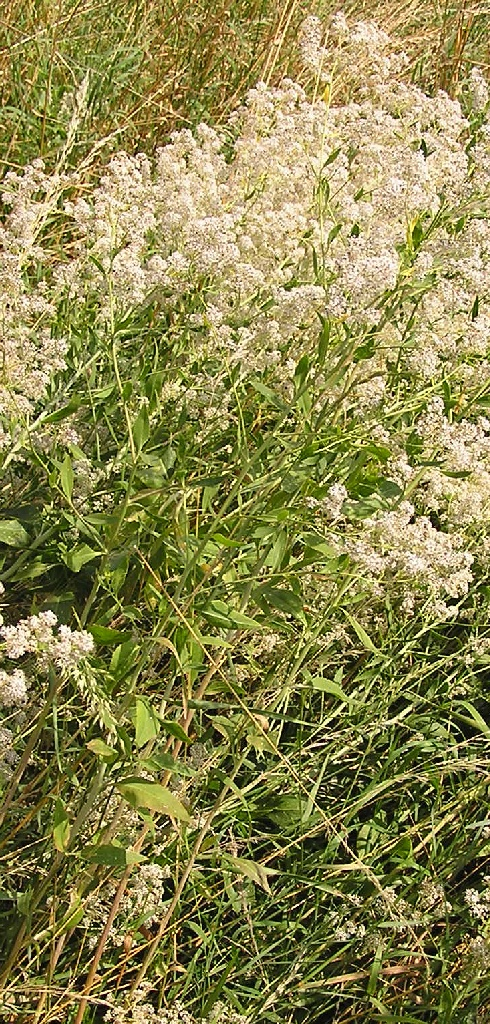
Lepidium latifolium.

## Statuts de protection, menaces
L'espèce n'est pas encore évaluée à l'échelle mondiale par l'UICN. En Europe et en France elle est classée comme non préoccupante  : 
Toutefois localement l'espèce peut se raréfier : elle a disparu (RE) en Nord-Pas-de-Calais ; elle est en danger critique (CR) en Haute-Normandie ; en danger (EN) en Aquitaine ; elle est considérée Quasi menacée (NT), proche du seuil des espèces menacées ou qui pourrait être menacée si des mesures de conservation spécifiques n'étaient pas prises, en Bretagne ; elle est considérée vulnérable (VU) en Poitou-Charentes, Basse-Normandie et Auvergne.

## Reproduction

### Floraison
Au début du printemps, L. latifolium développe une rosette de feuilles basales, puis s'élève pour former sa tige et ses fleurs. La plupart des spécimens produisent entre trois et huit inflorescences de mai à juillet. La dissémination des graines se fait du milieu de l'été jusqu'à après l'hiver, bien après la période de sénescence.

### Influence de l'habitat sur la reproduction
L'inflorescence de la plante est très peu affectée par l'humidité ou la salinité du sol, mais la production de graines dépend grandement de la qualité du sol. Ainsi la production de graine a été réduite de 29 % en passant d'un terrain à 3,88 ‰ de salinité à un terrain à 32,33 ‰ de salinité ; la production a été réduite de 87 % en faisant pousser L. latifolium sur un terrain à 40,53 % d’humidité plutôt que 18,32 %. La présence d'eau ou de sel a aussi une incidence sur la viabilité des graines, les graines étant à 49 % moins viables entre un milieu à haute salinité et un milieu à basse salinité, et moins viables à 8 % entre un milieu très humide et un milieu sec.

## Utilisation
Les tiges séchées de L. latifolium sont parfois utilisées dans des arrangements floraux.

### Vertus médicinales

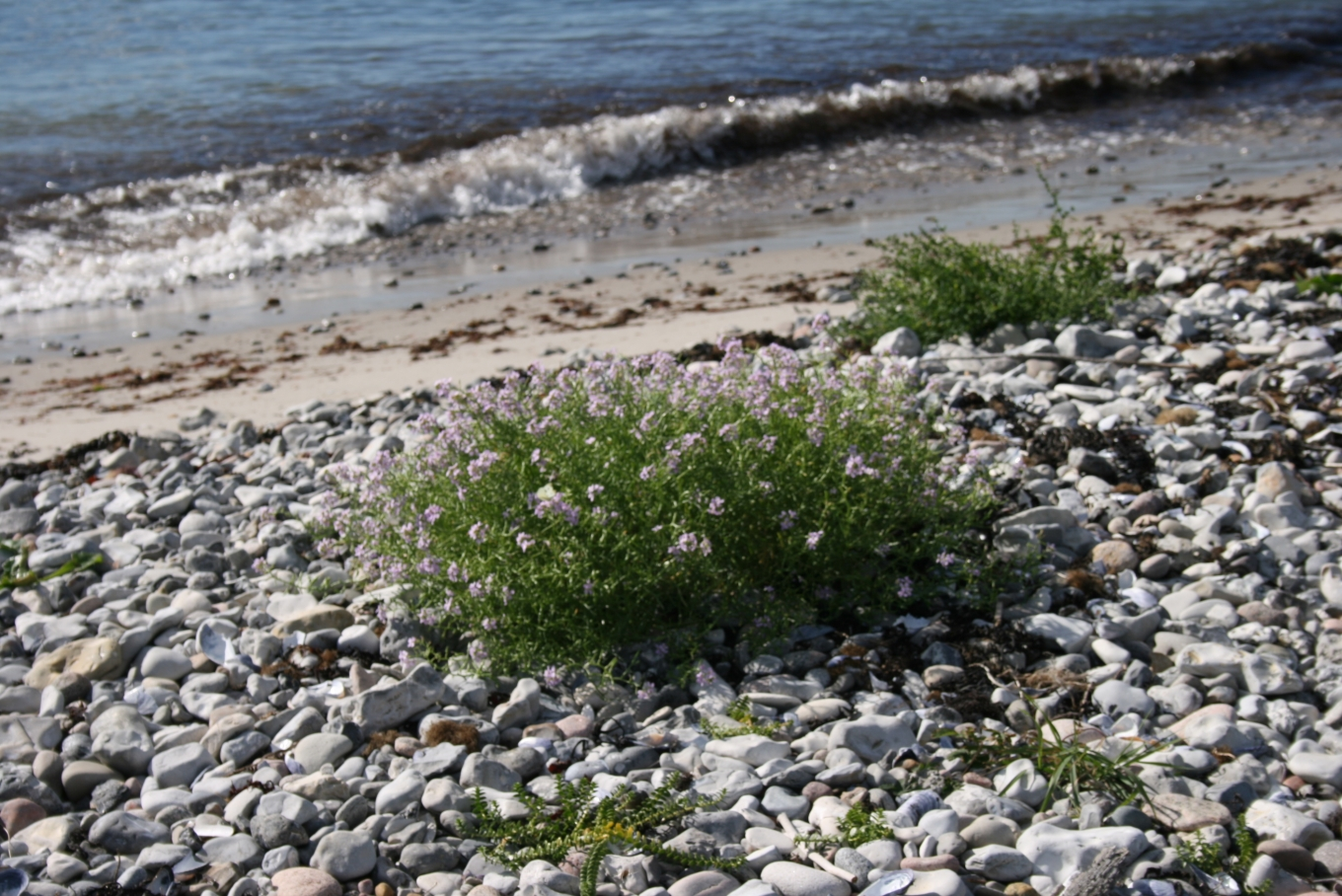
Lepidium latifolium, sur la côte de Kattegat dans le Jutland.

Le « Dictionnaire universel de matière médicale et de thérapeutique générale » de 1837 indique que le nom de « Passerage » vient de son indication en cas de rage, sans que son efficacité ait jamais été prouvée, un autre ouvrage datant de 1862 ramène la pratique de soigner la rage avec de la passerage à « Jadis », montrant une pratique déjà révolue au XIXe siècle.
Les feuilles et racines de L. latifolium sont réputées comme ayant des vertus antiscorbutiques, du fait de leur goût âcre similaire au poivre et à la moutarde, et toniques bien que ces vertus soient peu utilisées. Cette plante est aussi utilisée à cette époque dans la production d'alcool à des fins médicales, pour soigner les « vapeurs hystériques » :

« L'abbé Rousseau faisait distiller de l'eau miellée, fermentée sur cette plante, et en obtenait une liqueur alcoolique qu'il administrait dans les névroses. »

— J.-F. Mérat, A.-J. de Lens, op. cit.
À des fins médicinales, la passerage a été consommée sous forme d'infusions, consommation des sucs ou de la décoction de ses racines. Elle était administrée sous ces formes pour soigner des « humeurs mélancoliques » ou « affections hypocondriaques » et le scorbut. Une prescription de cette époque préconisait aussi la prise de poudre de feuilles séchées de passerage, avec un verre de vin blanc, pour soigner l'hydropisie ; pilée avec du beurre, la racine était utilisée pour apaiser la goutte.
Ces usages étaient déjà rares au XIXe siècle.
L. latifolium serait utilisée pour certains cas de coliques néphrétiques.[réf. nécessaire]
Les moines de l'abbaye Notre-Dame de Maylis en font toujours une tisane.

### Alimentation
Les racines de L. latifolium ont été utilisées comme condiment notamment en Angleterre comme ersatz de raifort du cresson ou du cochlearia, du fait de leur goût âcre et poivré comparable à la graine de moutarde,. Les feuilles de la grande passerage ont un goût très piquant et peuvent servir d'accompagnement en salade.
Enfin ses graines sont utilisables comme épice et ont été surnommées poor man's pepper en anglais, soit « poivre du pauvre ».

## Résistance
Du fait de son caractère envahissant, la résistance de cette plante à différents types d'environnements a été testée. L. latifolium est capable de survivre cinquante jours en inondation, maintenant un niveau de photosynthèse et d'absorption des nutriments plus haut que la moyenne.

### Articles liés
- Liste des plantes à feuilles comestibles
- Passerage cultivée ou cresson alénois.